# اولیه (مجموعه تلویزیونی)
اولیه (انگلیسی: Primal)، (همچنین با نام‌های اولیه یا اولیه گندی تارتاکوفسکی شناخته می‌شود: قصه‌های وحشی‌گری) یک مجموعه تلویزیونی، داستان اکشن، انیمیشن بزرگسالان آمریکایی (پویانمایی بزرگسالان) است که توسط گندی تارتاکوفسکی برای کارتون نت‌ورک ساخته و کارگردانی شده است. این اولین انیمیشن ترکیبی اکشن/علمی تخیلی/ترسناک از استودیوی کارتون نتورک استودیوز و ویلیامز استریت است.